# Oligota zealandica
Oligota zealandica – gatunek chrząszczy z rodziny kusakowatych i podrodziny Aleocharinae.
Gatunek ten opisany został w 1941 roku przez Maxa Bernhauera.
Chrząszcz o ciele długości 1,6 mm i szerokości 0,5 mm, mniej wypukłym niż u O. speculicollis, prawie niepunktowanym i złociście owłosionym, ubarwionym żółtobrązowo z żółtymi: czułkami, głaszczkami szczękowymi i odnóżami. Odwłok ma na całej długości zaokrąglone boki. Powierzchnię tergitów zdobią drobne guzki, a tych od czwartego do szóstego także krótkie żeberka. Piąty tergit jest mniej więcej tak długi jak szósty. U samca środkowy płat edeagusa jest długi i smukły, ku wierzchołkowi zwężony.
Owad endemiczny dla Nowej Zelandii.